# Оркомоне (Авелино)
Оркомоне је насеље у Италији у округу Авелино, региону Кампанија.
Према процени из 2011. у насељу је живело 22 становника. Насеље се налази на надморској висини од 695 м.